# Salles-de-Villefagnan
Salles-de-Villefagnan település Franciaországban, Charente megyében. Lakosainak száma 313 fő (2022. január 1.). Salles-de-Villefagnan Charmé, Juillé, Lonnes, Verteuil-sur-Charente és Courcôme községekkel határos.

## Népesség
A település népessége az elmúlt években az alábbi módon változott:
| Lakosok száma | 412  | 365  | 327  | 332  | 343  | 334  | 323  | 313  | 313  | 313  |
|               | 1968 | 1982 | 1990 | 2006 | 2013 | 2015 | 2017 | 2019 | 2020 | 2022 |